# Ketil Børde
Ketil Børde, född 3 februari 1935 i Oslo, död 27 februari 2022, var en norsk diplomat och statsvetare.
Børde arbetade inom utrikestjänsten sedan 1959. Han var expeditionschef i Utrikesdepartementet 1981–1985 och specialråd för utrikesekonomiska frågor 1991–1994. Han innehade posten som ambassadör i Bern 1985–1989 och i Stockholm 1994–2000.